# Мірза Магді Елагі Комшегей
Мірза Магді Елагі Комшегей (англ. Mirza Mahdi Elahi Qomshehei;  перс. میرزا مهدی الهی قمشه‌ای; 1 січня 1901 — 15 травня, 1973), був іранським містиком, поетом, перекладачем Корану і одним із грандіозних майстрів філософської школи Тегерана.

## Сім'я
Його родина походила з Бахрейну. Більшість них були витонченими людьми знань. Проживав у Комещех, південній частині власне Есфахану. Він народився в 1319 року місячному ісламському календарі там же. Він був відомий як відроджувач релігії (арабською Мохій ал-Дін). Він вибрав назву Елагі своїх віршах.

## Освіта
Він перебував під наглядом великих майстрів з різних міст, таких як Есфахан, Наджаф, Мешхад і Тегеран.

## Викладачі
У нього були численні викладачі, серед яких: Молла Мухаммад Магді Фарзенех Комшегей, Хасан Амін Джафарі, Шейх Мухаммад Хакім Хорасані, Сайєд Хасан Модаррес, Ака Бозорге Хакім, Велика Аятолла Хадж Ака Хосейн Коммі, Шейх Асадолла Йазді, Фазіл, Фазін Барсі, Хадж Мірза Хасан Факіх Сабзеварі Хорасані, Мірза Магді Есфахані, Мірза Тахір Тонекабоні.

## Кар'єра
Він викладав у школі Сепахсалар Тегеранського університету протягом 35 років.

## Переклад
Його перський переклад Корану — найвідоміший переклад і один з найбільш широко використовуваних перекладів Корану. Почесний Великий Аятолла Бойноурді.

## Учні
Деякі з його вихованців: Алламех Хасанзадех, Алламех Абдолла Джаваді Амолі, Аятолла Хадж Сайєд Мухаммад Хасан Лангроуді, Аятолла Сайєд Разі Шіразі, Казім Мідір Шахнечі, Сайєд Мухаммад Бакір Мухакік Ходжаті, Мухаммад Бакір Мухакік, Шейх Абдул Рахім Малакіян.

## Книгу
Він написав численні книги та запіски з різні релігійних наук. Можна слідувати як:
- Переклад Корану
- Вибране з коментарів
- Примітки до коментаря Абул Фотух ал-Разі в 10 томах
- Переклад і пояснення Сахіфа Саджадії
- Божественна мудрість
- Пояснення фоса Аль Хікма Аль Фарабі
- Філософія Ал-Фарабі
- Божественна єдність Мудреців
- Містичні курси школи Алавіда
- Трактат у загальній філософії
- Трактат у ступенях любові

## Смерть
Він помер у другій сонячній Рабі 1356 року. Похований у Ваді ал-Салам.